# Phoenix Forgotten
Phoenix Forgotten (bra: Luzes de Phoenix) é um filme found footage de 2017 de ficção científica e terror psicológico dirigido por Justin Barber, marcando sua estreia como diretor, e escrito por Justin e T. S. Nowlin. O filme também é produzido por Nowlin com Ridley Scott, Wes Ball, Courtney Solomon e Mark Canton.
Originalmente anunciado apenas como Phoenix, o filme conta a história do desaparecimento de três adolescentes que tentaram encontrar a origem do fenômeno de Óvnis de 1997 amplamente divulgado e conhecido como "Luzes de Phoenix". Ele foi lançado em 21 de abril de 2017 e recebeu críticas mistas, com muitos críticos comparando o longa desfavoravelmente ao The Blair Witch Project.

## Enredo
O filme assume a forma de um documentário fictício sobre três adolescentes que sumiram nos arredores de Phoenix, Arizona, em 1997, em meio ao evento das Luzes de Phoenix. Quem conduz o documentário é Dan, namorado de Sophie Bishop, irmã mais nova de Josh, um dos desaparecidos.
As imagens do documentário são intercaladas com imagens resgatadas da câmera de Josh. Durante a festa de seis anos de Sophie, ele gravou uma manifestação das luzes e a subsequente passagem de caças voando na direção de onde elas estavam. Depois, gravou uma jornada que ele empreendeu com dois amigos (Ashley e Mark) em busca de informações sobre as luzes, mas as imagens conhecidas acabam quando eles encontram dois coiotes mortos à beira de uma estradinha de terra.
O carro dos três jovens foi encontrado estacionado no acostamento, com a câmera de Josh em seu interior. Ciente de que o irmão filmava tudo e não deixaria o equipamento para trás, Sophie sustenta a hipótese de que ele tinha uma segunda câmera. Ela e Dan investigam e conseguem recuperar na escola local uma câmera danificada que teria sido usada por Josh. O casal recupera a fita instalada nela e o filme pula para depois de eles terem visto seu conteúdo, com Sophie visivelmente abalada. Eles dirigem até uma base da Força Aérea dos Estados Unidos, onde ela tenta uma entrevista com um oficial, que a cancela na última hora e a aconselha a não vazar o vídeo.
O filme então exibe o conteúdo da fita e mostra que os três jovens montaram acampamento no deserto e testemunharam mais uma manifestação das luzes durante o pôr do sol. De noite, eles tentam voltar para o carro, mas acabam perdidos. Mark escala um morro para tentar localizar o veículo e um grande ruído irrompe no ar, seguido de uma forte luz branca que passa sobre eles. Mark retorna à dupla, visivelmente chocado, e os leva apressadamente ao carro.
Pouco depois, eles são perseguidos novamente pela luz e o carro deixa de funcionar ao mesmo tempo em que ela desaparece. Além disso, Mark começa a manifestar sintomas como febre e sangramento nasal. O trio decide buscar ajuda a pé. Mark diz ouvir vozes e corre ao encontro delas, eventualmente afirmando ver seu irmão. Repentinamente, mais uma luz passa por eles, e Mark desaparece.
Pouco depois, eles visualizam uma luz no horizonte e acreditam se tratar de atividade humana. Enquanto caminham a ela, Ashley começa a manifestar os mesmos sintomas de Mark (incluindo queda de cabelo) e eles encontram mais coiotes mortos. Ashley também passa a afirmar ouvir vozes e corre na direção delas, eventualmente dizendo que está vendo seu pai. Josh corre atrás dela, mas ela não lhe dá ouvidos. A luz ressurge e, desta vez, Josh consegue filmar sua origem: uma nave alienígena. Ashley é abduzida e Josh corre para a luz que eles haviam visto no horizonte, que consiste em uma cabana deserta. O disco voador o persegue até o local, causa caos em seu interior, arranca o telhado e abduz Josh também. A câmera então exibe uma rápida tomada do espaço sideral e da atmosfera antes de cair de volta à Terra, apontada para o pôr do sol.

## Lançamento
Nos Estados Unidos e Canadá, Phoenix Forgotten estreou em 21 de abril de 2017 com The Promise, Born in China, Free Fire e Unforgettable, e era esperado que faturasse aproximadamente US$ 2 milhões de 1.588 salas em seu primeiro fim de semana. Acabou faturando US$1,8 no período em questão, encerrando em 11º na bilheteria.

## Recepção da crítica
No site Rotten Tomatoes, o filme tem um índice de aprovação de 40% com base em 15 resenhas, com uma avaliação média de 4.9/10. No Metacritic, o filme tem uma pontuação de 33 de 100, com base em cinco críticas, indicando "resenhas em geral desfavoráveis". O público consultado pelo CinemaScore deu ao filme uma nota média de "C–" numa escala de A+ a F.